# Tubulipora notomale
Tubulipora notomale är en mossdjursart som först beskrevs av Busk 1875.  Tubulipora notomale ingår i släktet Tubulipora och familjen Tubuliporidae. Inga underarter finns listade i Catalogue of Life.